# Чечерский район
Чече́рский райо́н (бел. Чачэ́рскі раён) — административная единица на северо-востоке Гомельской области Республики Беларусь. Административный центр — город Чечерск. 
Численность населения — 14 101 человек (на 1 января 2025 года).

## Административное устройство
В районе 7 сельсоветов:
- Залесский
- Ленинский
- Меркуловичский
- Нисимковичский
- Оторский
- Полесский
- Ровковичский

## География
Площадь района составляет 1230 км² (19-е место). Район граничит на севере с Краснопольским районом Могилёвской области, на востоке с Красногорским районом Брянской области Российской Федерации, на западе с Буда-Кошелёвским и Рогачёвским районами, на юге с Ветковским, на севере с Кормянским районами Гомельской области.

### Гидрография
Основные реки — Сож, Чечора. Озёра — Колпино, Стоячее, Старое.
Около агрогородка Меркуловичи расположено водохранилище Меркуловичи (на реке Чечора).

## Геральдика
Герб и флаг утверждены решением Чечерского районного Совета депутатов от 21 сентября 2000 года № 30. Зарегистрированы в Гербовом матрикуле Республики Беларусь 21 февраля 2001 года № 50. 

## История
Район образован 8 декабря 1926 года. В 1926—1930 годах — в Гомельском округе, в 1930—1938 годах — в прямом республиканском подчинении, с 15 января 1938 года — в Гомельской области.
4 августа 1927 года к району присоединено 10 сельсоветов упразднённого Светиловичского района, 12 февраля 1935 года повторно образованному Светиловичскому району были переданы 3 сельсовета. 17 декабря 1956 года Светиловичский район упразднён повторно, Чечерскому району переданы 3 сельсовета, 14 ноября 1957 года один из них (Великонемковский) передан Ветковскому району, 24 марта 1960 года — ещё один (Новиловичский). 25 декабря 1962 года район упразднён, а вся его территория передана Буда-Кошелёвскому району. 6 января 1965 года район образован повторно, в его состав вошло 10 сельсоветов из Буда-Кошелёвского района, включая городской посёлок Чечерск, и 12 сельсоветов и городской посёлок Корма из Рогачёвского района. 18 января 1965 года Чечерскому району дополнительно передан Ленинский сельсовет Буда-Кошелёвского района, 25 марта 1965 года один сельсовет передан Рогачёвскому району. 30 июля 1966 года из 11 сельсоветов образован Кормянский район.
20 октября 1995 года административные единицы Чечерский район и город Чечерск, имеющие общий административный центр, объединены в одну административную единицу — Чечерский район.

## Демография
Численность населения — 14 101 человек (на 1 января 2025 года), в том числе городское — 8 926 человек (Чечерск — 8 926 человек), сельское — 5 175 человек.
Всего насчитывается 126 населённых пунктов.
На 10 февраля 2025 года 19,5 % населения района были в возрасте моложе трудоспособного, 49,4 % — в трудоспособном возрасте, 31,1 % — в возрасте старше трудоспособного. Средние показатели по Гомельской области (по данным от 1 января 2018 года) — 18,3 %, 56,6 % и 25,1 % соответственно.
Коэффициент рождаемости в районе в 2025 году составил 11,6 на 1000 человек, коэффициент смертности — 17,3. Всего в 2024 году в районе родилось 79 и умерло 257 человек. Средние показатели рождаемости и смертности по Гомельской области — 11,3 и 13 соответственно, по Республике Беларусь — 10,8 и 12,6 соответственно. Сальдо миграции отрицательное (в 2017 году из района уехало на 15 человек больше, чем приехало, в 2016 году — на 139 человек).
В 2017 году в районе было заключено 97 браков (6,8 на 1000 человек) и 25 разводов (1,7 на 1000 человек, самый низкий показатель в области). Средние показатели по Гомельской области — 6,9 браков и 3,2 развода на 1000 человек, по Республике Беларусь — 7 и 3,4 соответственно.
| Численность населения | Численность населения | Численность населения | Численность населения | Численность населения | Численность населения | Численность населения | Численность населения |
| 1970                  | 1979                  | 1989                  | 1996                  | 2000                  | 2001                  | 2002                  | 2003                  |
| --------------------- | --------------------- | --------------------- | --------------------- | --------------------- | --------------------- | --------------------- | --------------------- |
| 37 266                | ▼32 699               | ▼27 568               | ▼17 600               | ▲17 962               | ▼17 740               | ▼17 512               | ▼17 443               |
| 2004                  | 2005                  | 2006                  | 2007                  | 2008                  | 2009                  | 2010                  | 2011                  |
| ▼17 159               | ▼17 005               | ▼16 802               | ▼16 565               | ▼16 266               | ▼15 997               | ▼15 771               | ▼15 514               |
| 2012                  | 2013                  | 2014                  | 2015                  | 2016                  | 2017                  | 2018                  | 2019                  |
| ▼15 265               | ▼15 008               | ▼14 775               | ▼14 624               | ▼14 468               | ▼14 356               | ▼14 308               | ▼14 217               |
| 2020                  | 2021                  | 2022                  | 2023                  | 2024                  | 2025                  |                       |                       |
|                       |                       | ▲14 553               | ▼14 336               | ▼14 288               | ▼14 101               |                       |                       |

| Национальный состав по переписи населения 2009 года | Национальный состав по переписи населения 2009 года | Национальный состав по переписи населения 2009 года |
| Народ                                               | Численность                                         | %                                                   |
| --------------------------------------------------- | --------------------------------------------------- | --------------------------------------------------- |
| Белорусы                                            | 14 867                                              | 94,15 %                                             |
| Русские                                             | 673                                                 | 4,26 %                                              |
| Украинцы                                            | 133                                                 | 0,84 %                                              |
| Молдаване                                           | 24                                                  | 0,15 %                                              |
| Цыгане                                              | 13                                                  | 0,08 %                                              |
| Армяне                                              | 12                                                  | 0,08 %                                              |

## Экономика
В Чечерске действуют 2 промышленных предприятия, в районе насчитывается 11 сельскохозяйственных предприятий.

### Сельское хозяйство
В 2017 году в сельскохозяйственных организациях под зерновые и зернобобовые культуры было засеяно 11 763 га пахотных земель, под кормовые культуры — 16 047 га, под лён — 900 га. В 2016 году было собрано 34,4 тыс. т зерновых и зернобобовых, в 2017 году — 36,6 тыс. т (урожайность — 24,1 ц/га в 2016 году и 31,1 ц/га в 2017 году). Средняя урожайность зерновых в Гомельской области в 2016—2017 годах — 30,1 и 28 ц/га, в Республике Беларусь — 31,6 и 33,3 ц/га.
На 1 января 2018 года в сельскохозяйственных организациях района (без учёта личных хозяйств населения и фермеров) содержалось 22,5 тыс. голов крупного рогатого скота, в том числе 6,7 тыс. коров, а также 9 тыс. свиней. В 2017 году было произведено 2,3 тыс. т мяса в живом весе и 34 тыс. т молока при среднем удое 5318 кг (средний удой с коровы по сельскохозяйственным организациям Гомельской области — 4947 кг в 2017 году).

## Транспорт
Через район проходит автострада Санкт-Петербург — Одесса, из Чечерска идут автодороги в Буда-Кошелёво, Корму, Ветку, Краснополье, Могилёв, Гомель и Минск.

## Образование
В 2017 году в районе действовало 15 учреждений дошкольного образования (включая комплексы «детский сад — школа») с 0,6 тыс. детей. В 2017/2018 учебном году действовало 15 учреждений общего среднего образования, в которых обучалось 1,9 тыс. учеников. Учебный процесс в школах обеспечивали 315 учителей, на одного учителя в среднем приходилось 6 учеников (среднее значение по Гомельской области — 8,6, по Республике Беларусь — 8,7).

## Здравоохранение
В 2017 году в учреждениях Министерства здравоохранения Республики Беларусь насчитывалось 48 практикующих врачей (33,5 в пересчёте на 10 тысяч человек; средний показатель по Гомельской области — 39,3, по Республике Беларусь — 40,5) и 179 средних медицинских работников. Число больничных коек в лечебных учреждениях района — 92 (в пересчёте на 10 тысяч человек — 64,3, один из самых низких показателей в области; средний показатель по Гомельской области — 86,4, по Республике Беларусь — 80,2).

## Культура
В районном центре расположен Чечерский историко-этнографический музей, в котором собрано 19,9 тыс. музейных предметов основного фонда. В 2016 году музей посетили 10,4 тыс. человек. 
В агрогородке Ботвиново расположен Музей хлеба.

## Достопримечательности
- Городище и Замковая гора в г. Чечерск
- Бердыжская палеотическая стоянка — археологический памятник. Расположен в 0,3 км от Подлужье, в 3 км к югу от деревни Бердыж на реке Сож[33]
- Дворцово-парковый ансамбль (имение Чернышевых-Кругликовых) в г. Чечерск
- Чечерская ратуша —  Историко-культурная ценность Республики Беларусь, шифр 311Г000805
- Синагога в г. Чечерск
- Спасо-Преображенская церковь в г. Чечерск —  Историко-культурная ценность Республики Беларусь, шифр 311Г000808
- Чечерский винодельческий завод в г. Чечерск
- Амфитеатр в г. Чечерск

### Памятник, скульптура
- Бюст Графу Захарию Григорьевичу Чернышёву в г. Чечерск
- Памятник отселённым деревням, пострадавшим от аварии на Чернобыльской АЭС в г. Чечерск

### Памятник природы, заказник
- «Родник Святая Криница Будище» — гидрологический памятникам природы местного значения
- «Родник Сидоровичи 1» — гидрологический памятникам природы местного значения

## Галерея

Бровар в Чечерск

## СМИ
Издаётся газета «Чечерский вестник».